# 納博克
納博克（日语：ナブコ，羅馬化：Nabuko），日本机械制造商納博特斯克旗下的自動門品牌。

## 概述
納博克株式会社（株式会社ナブコ），是日本曾经存在的機械製造商，于2004年納博克株式會社和帝人製機株式会社一同并入納博特斯克，而“納博克”这一品牌保留了下来，主要負責日本以及亞洲的自动门業務。
纳博克这一品牌的标志“NABCO”为納博克株式会社的原名“日本空气制动株式会社”的英文缩写。

## 历史
1924年9月24日，神户制钢所與美国西屋空氣製動器公司（WABCO）簽署了鐵路車輛空氣製動器的專利許可協議。
1925年3月5日，日本空氣製動有限公司在神戶市葺合区脇浜町（現中央区脇浜海岸通）的神户制钢所成立。此前共同参与西屋制动空气制动引进的发动机制造公司（现在的大发工业）和东京瓦斯电气工业也加入了资本。公司成立資本金30万日元，初期有77名員工，原札幌鐵道局董事島村隆榮被任命為社長。
1928年7月，助理工程師押田安之開發了“A型动作閥”。
1929年1月，日本鐵道省在客运列车中的“AV制動裝置”採用了A型动作閥。此后被日本国铁的列车廣泛用作標準制動系統。
1949年，在大阪證券交易所（现在的市场第一部）上市。
1951年，由於戰爭而中止了與西屋制动續簽的技術引進合同。
1953年，與美國國家氣動公司簽訂合同，引進門發動機和雨刷器技術。
1985年，在東京證券交易所市场第一部上市。
1992年，公司更名為納博克株式会社（株式会社ナブコ）。
1995年，在中国设立中建纳博克自动门有限公司（现纳博克自动门(北京)有限公司）。
2001年，總公司遷至神戶市西區高勝台。
2003年9月29日，纳博克與帝人精機將股份轉讓給新成立的純控股公司纳博特斯克並進行了业务整合。
2004年10月1日，纳博克株式会社和TS株式会社（原帝人精機株式会社）被吸收合并为纳博特斯克株式会社。

## 項目

### 自動門

#### 日本
医院
- 堺市立綜合醫療中心
- 中東地區綜合醫療中心
- 新百合丘綜合醫院
- 寝屋川生野醫院

交通设施
- 東京臨海新交通臨海線豐洲站
- JR博多站
- 东京国际机场
- 那霸机场新国际航站楼

办公楼
- 秋葉原Eye Mark大樓（秋葉原アイマークビルは）
- 赤坂城際AIR（赤坂インターシティ AIR）
- 虎之门之丘（虎ノ門ヒルズ）
- 讀賣新聞集團本社新大樓
- 三井花園飯店京都新町 別邸

商业设施
- 東京中城日比谷
- 銀座GINZA SIX
- 史努比博物館
- 大名古屋大廈（日语：大名古屋ビルヂング）
- 東武百貨店池袋店廣場B1F食品層
- 國立國際美術館
- 東京晴空塔
- 三井OUTLET PARK 木更津（日语：三井アウトレットパーク 木更津）
- MARK IS Minato Mirai（日语：MARK IS みなとみらい）
- 新潟市水族館 Marinepia日本海（日语：新潟市水族館 マリンピア日本海）
- mAAch ecute 神田萬世橋（マーチエキュート神田万世橋）

特殊項目
- 天王寺動物園[5]

#### 中国大陆
医院
- 山西大医院
- 江苏省盐城市第一人民医院
- 中南大学湘雅二医院
- 上海市第六人民医院
- 南京市公共卫生医疗中心
- 广州中山大学附属第一医院
- 上海儿童医学中心
- 北京清华长庚医院
- 北京大学口腔医学院

交通设施
- 青岛北站
- 太原武宿国际机场
- 大连周水子国际机场
- 哈尔滨太平国际机场
- 天津滨海国际机场
- 长沙黄花国际机场
- 杭州萧山国际机场
- 沈阳桃仙国际机场
- 北京首都国际机场
- 上海虹桥国际机场
- 上海浦东国际机场
- 南京禄口国际机场

办公楼
- 贵阳茅台国际商务中心
- 中建大厦（位于北京，中國建築集團总部）
- 上海环球金融中心

商业设施
- 广东清远雷克萨斯4S专卖店
- 沃尔玛山姆会员店（北京石景山店）
- 家乐福全国所有门店
- 浙江平湖酒店
- 九江大酒店
- 北京悠唐生活广场[6]

#### 越南
交通设施
- 內排國際機場2号航站楼

商业设施
- 永旺（龍編店）[7]

### 月台屏蔽門

#### 香港
港鐵
- 觀塘綫：調景嶺站、油塘站
- 將軍澳綫：北角站、油塘站、調景嶺站、將軍澳站、坑口站、寶琳站
- 屯馬綫：尖東站、柯士甸站、南昌站、美孚站、荃灣西站、錦上路站、元朗站、朗屏站、天水圍站、兆康站、屯門站

#### 臺灣
臺北捷運
- 中和新蘆線：三重國小站、三和國中站、徐匯中學站、三民高中站、蘆洲站、東門站、忠孝新生站、松江南京站、行天宮站、中山國小站、民權西路站、大橋頭站、台北橋站、菜寮站、三重站、先嗇宮站、頭前站、新莊站、輔大站、丹鳳站、迴龍站

## 相關品牌
NABCO GYRO TECH，主要负责北美市场，美国自动门制造协会（AAADM）会员，由納博特斯克的美国子公司纳博克门有限责任公司（NABCO Entrances Inc.）负责运营。
格里根自动门系统（Gilgen Door Systems），2011年納博特斯克收购凱拔格里根股份公司（Kaba Gilgen AG）自瑞士凱拔控股所得，主要负责欧洲市场，由納博特斯克新成立的子公司格里根自動門系統股份公司（Gilgen Door Systems AG）运营。

## 外部鏈接
- 官方网站 （页面存档备份，存于）（简体中文）
- 官方网站 （页面存档备份，存于）（英文）
- 官方网站 （页面存档备份，存于）（日語）